# Davit Bek
Davit Bek sau David Beg (în armeană Դավիթ Բեկ, n. 1669, Syunik (historic province)⁠(d), Regatul Armeniei – d. 1728, Halidzor⁠(d), Syownik’i marz, Armenia) a fost un nobil și comandant militar armean și una dintre cele mai proeminente figuri militare ale mișcării armene de eliberare din secolul al XVIII-lea. 
După căderea Safevizilor în 1722, Davit Bek a devenit conducător al apărării armenilor locali din provinciile Syunik și Kapan în timpul invaziei turcești otomane și a atacurilor triburilor musulmane locale.  Davit a avut succes în a opri expansiunea teritorială a diferite triburi musulmane. În 1727, pentru a opri avansul otoman în regiune, regele Tahmasp al II-lea l-a numit pe Davit guvernator al zonei și i-a dat dreptul să administreze zona ca un principat armean vasal aflat sub control iranian. 
În 1726-28, armenii locali, sub conducerea lui Davit Bek, au dus lupte cu armatele turcești la Halidsor și au arătat o valoroasă competență militară, învingându-i cu ușurință pe otomani.

## Biografie
Se cunosc puține lucruri despre viața timpurie a lui Davits. Davit Bek a fost de origine nobilă, provenind din prinții din Chavndour (districtul Kovsakan din sud-estul provinciei Syunik) și a slujit pe valiul (adică viceregele) și pe regele din Regatul Kartli, Vakhtang al VI-lea (Hosaynqoli Han).
Cuvântul feudal local Melik sau Meliq (cu sensul de prinț în georgiană și armeană) a desemnat mai multe familii ereditare de nobili armeni care au fost de mult timp recunoscute ca guvernatori ai zonei de către șahii iranieni. În 1722 însă, statul Safevid s-a prăbușit. Numeroase triburi musulmane din zonă se aflau acum în competiție pentru influență în zonă. Apropierea constantă a lui Petru cel Mare spre sudul Caucazului în timpul războiului ruso-persan din 1722-1723, cu o armată masivă de 30.000 de bărbați, a reînviat speranța printre armeni și georgieni că armatele imperiale rusești ar putea ajuta la eliberarea regiunii de sub dominația musulmană. Proasta guvernare musulmană în regiunile Kapan și Artsakh (Karabakh) a făcut ca în cele din urmă Melikii armeni în 1722 să solicite ajutor militar de la regele Vakhtang. 
Vakhtang a fost de acord să-i ajute; el l-a trimis pe Davit Bek, unul dintre cei mai capabili ofițeri, împreună cu un număr de 2.000 de soldați armeni. Davit a făcut din Fortul Halidzor baza sa de operațiuni.  Cu sprijinul țăranilor și al Melikilor locali, Davit a reușit să apere zonele locuite de armeni de triburile musulmane. Chiar dacă inițial dușmanul principal al lui Davit erau iranienii, el a ajuns curând la concluzia că turcii otomani reprezintă un pericol mult mai mare. În 1727, pentru a opri înaintarea otomană în regiune, regele Tahmasp al II-lea l-a numit pe Davit ca guvernator al zonei și i-a dat dreptul să administreze zona ca un principat armean vasal aflat sub controlul iranian.
Încurajați de succesele sale, mulți armeni s-au  revoltat împotriva musulmanilor și s-au alăturat armatei lui Davit. Mekikii din Karabah s-au alăturat curând cauzei de eliberare națională, oferind oameni și materiale lui Davit Bek. Avan Yuzbashi, comandant militar din Shusha, care urma să devină unul dintre susținătorii apropiați ai lui Davit Bek, a contribuit cu 2.000 de oameni la efortul de război.
După moartea lui Davit Bek în 1728, comanda zonei a fost preluată de Mkhitar Sparapet Beck.

## În cultura populară
În 1944, la apogeul celui de-al doilea război mondial, filmul istoric biografic David Bek a fost regizat de Hamo Beknazarian cu Hrachia Nersisian în rolul lui Davit Bek.  Filmul este bazat pe romanul omonim scris în 1882 de scriitorul Raffi (Hakob Melik Hakobian).  În 1978, studiul de film Armenfilm, în asociere cu Mosfilm, a produs un alt film despre eforturile lui Davit Bek și Mkhitar Sparapet, Հուսո աստղ - Steaua speranței, care a fost regizat de Edmond Keosaian. Davit Bek a fost portretizat de actorul georgian Edisher Magalashvili.
Bek a fost subiectul unei opere în trei acte, David Beg, compusă de Armen Tigranian.

## Vezi si
- Bătălia de la Halidzor (4 martie 1727)